# فيتو ريتشي
فيتو ريتشي (بالإنجليزية: Vito Ricci)‏ هو ملحن أمريكي، ولد في 1947 في كندا.

## وصلات خارجية
- الموقع الرسمي
- فيتو ريتشي على موقع IMDb (الإنجليزية)
- فيتو ريتشي على موقع ميوزك برينز (الإنجليزية)
- فيتو ريتشي على موقع أول ميوزيك (الإنجليزية)
- فيتو ريتشي على موقع ديسكوغز (الإنجليزية)